# Láz
Láz är en ort i Tjeckien.   Den ligger i regionen Vysočina, i den sydöstra delen av landet, 160 km sydost om huvudstaden Prag. Láz ligger 431 meter över havet och antalet invånare är 272.
Terrängen runt Láz är platt. Runt Láz är det ganska glesbefolkat, med 32 invånare per kvadratkilometer. Närmaste större samhälle är Moravské Budějovice, 4,7 km norr om Láz. Trakten runt Láz består till största delen av jordbruksmark.